# 保羅歸信
保羅歸信（英語：Conversion of Paul the Apostle），又稱保羅皈依基督、保羅改宗等，《新约圣经》中提到的一個事件，發生於公元33至36年。保羅在往大馬士革路上，決定改信基督信仰，成為後世所知的外邦人使徒。一名基督徒的迫害者扫罗，（扫罗亦称保罗，但须注意保罗一名并非是其受洗后而改称）在从耶路撒冷到大马士革（罗马帝国叙利亚省会）抓捕基督徒的路上突然发生转变。根据使徒行传记载，当时扫罗被击倒，眼睛因受比太阳更强的光刺激而暂时失明，并听见耶稣的声音，几天后在大马士革他被亚拿尼亚治愈并受洗加入基督教并成为基督教主要的对外邦人宣教的使徒。「大马色路上（road to Damascus）」在基督徒之外有时用来指心灵的转变。

## 背景
根据使徒行传记载，法利赛人扫罗自称是“希伯来人中的希伯来人”，“为祖宗的传统极其热心”。扫罗大约在36岁，从耶路撒冷得到犹太公会的授权，前往叙利亚大马士革，逮捕那些住在大马士革城里的耶稣门徒，把他们捆绑带回耶路撒冷审问、受刑。扫罗曾是在耶路撒冷城扑灭基督教最卖力的一个，根据他自己的话，他曾经“糟蹋教会，逮捕耶稣的门徒，将他们关进监牢，威逼他们说亵渎的话”。在审判司提反（第一个正式的基督徒殉道者）期间，扫罗曾“为用石头打司提反的人看守衣服”。

## 保罗的转变

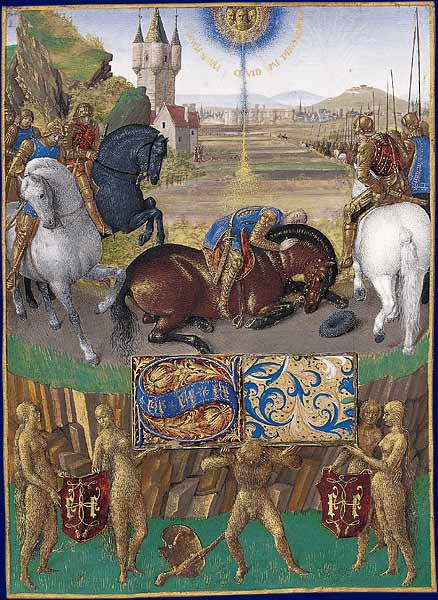
保罗的转变，讓·富凱繪

保罗对于自己的转化说得相当少。可见于加拉太书1:11-24。他写道：“因为我不是从人领受的，也不是人教导我的，乃是藉着耶稣基督的启示领受的。”（12节）“然而那把我从母腹里分别出来，又藉着祂的恩典呼召我的神，既然乐意将祂儿子启示在我里面，叫我把祂当作福音传在外邦人中，我就即刻没有与血肉之人商量，也没有上耶路撒冷，去见那些比我先作使徒的，却往亚拉伯去，后又回到大马色。”（15-17节）
使徒行传的作者对于保罗从基督徒的迫害者转变成“外邦人的使徒”（罗马书11:13，加拉太书2:8）的过程描述较为详细。分为3部分：使徒行传9:1-19，31，22:1-22，31，使徒行传26:9-24，31。
在《使徒行传》第9章第1-19节，当他在从耶路撒冷到大马士革的路上，靠近大马士革的时候，他被天上的大光照耀，仆倒在地。他听见有声音对他说：“扫罗，扫罗，你为什么逼迫我？ ”扫罗问：“主啊，你是谁？”声音回答说“我就是你所逼迫的耶稣。起来，进城去，你所当作的事，必有人告诉你。”（9章4-6节）保罗的同伴也听见声音，却看不见人。扫罗从地上起来，眼睛却失明了。他们拉着他的手，领他进了大马色。3天时间他不能看见，不吃不喝。大马士革的一个门徒亚拿尼亚也得到一个异象：“亚拿尼亚”他回答：“主啊，看哪，我在这里。”主在异象中对他说，“起来，往那叫直的街上去，在犹大的家里，寻找一个大数人名叫扫罗。看哪，他正在祷告，在异象中看见一个人，名叫亚拿尼亚，进来按手在他身上，叫他能看见。”亚拿尼亚回答说，“主啊，我听见许多人说到这人，他在耶路撒冷向你的圣徒行了多少恶事，并且他在这里有从祭司长得来的权柄，要捆绑一切呼求你名的人。”主对亚拿尼亚说，“你只管去，因为这人是我所拣选的器皿，要在外邦人和君王并以色列子孙面前，宣扬我的名；我要指示他，为我的名必须受许多的苦难。”（10-16）亚拿尼亚就去了，保罗的视力得到恢复， “眼睛上好像有鳞立刻掉下来”，并且起来受浸，吃过饭，就健壮了。
使徒行传22:1-22是一个类似的故事，但这一次保罗是用希伯来语对“耶路撒冷的群众”演说。他说他的同伴看见了那光，却没有听清声音。并且说亚拿尼亚“按着律法是虔诚人，为一切住在那里的犹太人所称赞。”（12节）。他站在保罗旁边对他说：“扫罗弟兄，你看见吧。”（13节），于是保罗就恢复了视力。他又说：“起来，呼求着祂的名受浸，洗去你的罪。”（16节）保罗回到耶路撒冷，在希律圣殿里祷告的时候，“魂游象外，看见主向我说，” 这个声音告诉他要赶紧离开耶路撒冷，因为人们知道它曾经迫害司提反等基督徒。这个声音还告诉他说：“你去吧，因为我要差遣你远远的往外邦人那里去。”听到这些，“耶路撒冷的群众”高喊：“这样的人从地上除掉吧，他是不该活着的。”
使徒行传26:9-24与上面的经文类似，但这一次保罗是在对犹太事务非常了解的亚基帕王面前为自己辩护。一道光将他们仆倒在地，保罗听见一个声音用希伯来语向他说：“扫罗，扫罗，你为什么逼迫我？你踢犁棒是难的。”我说，“主啊，你是谁？”主说，“我就是你所逼迫的耶稣。” “你起来站着，我向你显现，正是要选定你作执事和见证人，将你所看见我的事，和我将要显现给你的事，见证出来；我要拯救你脱离百姓和外邦人。我差你到他们那里去，叫他们的眼睛得开，从黑暗转入光中，从撒但权下转向神，又因信入我，得蒙赦罪，并在一切圣别的人中得着基业。”（14-18节）保罗说他没有违背他看见的异象，传播神的话，先向在大马色、耶路撒冷和犹太全地的人，然后向外邦人，“要悔改转向神，行事与悔改相称。”（20节）因为这个原因他说“犹太人”想要杀他。他告诉亚基帕王他所讲的，并不外乎众先知和摩西所说，必要发生的事，“就是基督必须受害，并且首先从死人中复活，要将光传给百姓和外邦人。”（23节）这时非斯都打断了他：“你癫狂了，你的学问太大，反叫你癫狂了。”（24节）

## 通常用法
成语“大马色路上的经历”有时用来比喻意识或观点的突然改变，甚至用于与基督教无关的事物。